# Лучшие бомбардиры чемпионата Черногории по футболу
Список лучших бомбардиров чемпионата Черногории (серб. Топ стрелци Прва лига Црне Горе у фудбалу):

## Сезоны
| Сезон   | Игрок                     | Гражданство                   | Клуб           | Голы |
| ------- | ------------------------- | ----------------------------- | -------------- | ---- |
| 2006-07 | Дамир Чакар Жарко Корач   | Черногория                    | Рудар Зета     | 16   |
| 2007-08 | Иван Яблан                | Черногория                    | Ловчен         | 13   |
| 2008-09 | Фатос Бечирай             | Республика Косово/ Черногория | Будучност      | 18   |
| 2009-10 | Иван Бошкович             | Черногория                    | Грбаль         | 28   |
| 2010-11 | Иван Вукович              | Черногория                    | Будучност      | 20   |
| 2011-12 | Адмир Адрович             | Черногория                    | Будучност      | 22   |
| 2012-13 | Адмир Адрович Жарко Корач | Черногория                    | Будучност Зета | 15   |
| 2013-14 | Стефан Мугоша             | Черногория                    | Младост        | 15   |
| 2014-15 | Горан Вуйович             | Черногория                    | Сутьеска       | 21   |
| 2015-16 | Марко Щепанович           | Черногория                    | Младост        | 11   |